# Horia Tecău
Horia Tecău (* 19. ledna 1985 Brašov) je bývalý rumunský profesionální tenista, specialista ve čtyřhře a stříbrný medailista z brazilského Ria de Janeira 2016 v soutěži čtyřhry. Ve své kariéře na okruhu ATP Tour vyhrál třicet osm turnajů ve čtyřhře, včetně Wimbledonu 2015 a US Open 2017, na nichž triumfoval s Nizozemcem Jeanem-Julienem Rojerem. Na challengerech ATP a okruhu ITF získal pět titulů ve dvouhře a dvacet ve čtyřhře.
Spolu s Američankou Bethanií Mattekovou-Sandsovou získali titul ve smíšené čtyřhře na Australian Open 2012, kde porazili rusko-indický pár Jelena Vesninová a Leander Paes. V letech 2010, 2011 a 2012 se s dlouhodobým spoluhráčem Švédem Robertem Lindstedtem probojoval do finále Wimbledonu v mužské čtyřhře, pokaždé však odešli poraženi.
Na žebříčku ATP byl ve dvouhře nejvýše klasifikován v dubnu 2005 na 326. místě a ve čtyřhře pak v listopadu 2015 na 2. místě.
V roce 2003 zvítězil s krajanem Florinem Mergeou v juniorce čtyřhry ve Wimbledonu.
V rumunském daviscupovém týmu debutoval v roce 2003 baráží o Světovou skupinu proti Ekvádoru, v níž po boku Florina Mergey vyhrál čtyřhru. V soutěži nastoupil k dvaceti devíti mezistátním utkáním s bilancí 0–2 ve dvouhře a 20–9 ve čtyřhře.

## Finále na Grand Slamu

### Mužská čtyřhra: 5 (2–3)
| Stav      | rok  | turnaj        | povrch | spoluhráč         | soupeři ve finále                | výsledek                          |
| --------- | ---- | ------------- | ------ | ----------------- | -------------------------------- | --------------------------------- |
| Finalista | 2010 | Wimbledon     | tráva  | Robert Lindstedt  | Jürgen Melzer Philipp Petzschner | 1–6, 5–7, 5–7                     |
| Finalista | 2011 | Wimbledon (2) | tráva  | Robert Lindstedt  | Bob Bryan Mike Bryan             | 3–6, 4–6, 6–7(2–7)                |
| Finalista | 2012 | Wimbledon (3) | tráva  | Robert Lindstedt  | Jonathan Marray Frederik Nielsen | 6–4, 4–6, 6–7(5–7), 7–6(7–5), 3–6 |
| Vítěz     | 2015 | Wimbledon     | tráva  | Jean-Julien Rojer | Jamie Murray John Peers          | 7–6(7–5), 6–4, 6–4                |
| Vítěz     | 2017 | US Open       | tvrdý  | Jean-Julien Rojer | Feliciano López Marc López       | 6–4, 6–3                          |

### Smíšená čtyřhra: 3 (1–2)
| Stav      | rok  | turnaj              | povrch | spoluhráčka                 | soupeři ve finále                    | výsledek         |
| --------- | ---- | ------------------- | ------ | --------------------------- | ------------------------------------ | ---------------- |
| Vítěz     | 2012 | Australian Open     | tvrdý  | Bethanie Matteková-Sandsová | Jelena Vesninová Leander Paes        | 6–3, 5–7, [10–3] |
| Finalista | 2014 | Australian Open     | tvrdý  | Sania Mirzaová              | Kristina Mladenovicová Daniel Nestor | 3–6, 2–6         |
| Finalista | 2016 | Australian Open (2) | tvrdý  | Coco Vandewegheová          | Jelena Vesninová Bruno Soares        | 4–6, 6–4, [5–10] |

## Finále na Turnaji mistrů

### Mužská čtyřhra: 1 (1–0)
| Stav  | rok  | turnaj                     | povrch    | spoluhráč         | soupeři ve finále           | výsledek |
| ----- | ---- | -------------------------- | --------- | ----------------- | --------------------------- | -------- |
| Vítěz | 2015 | Londýn, Spojené království | tvrdý (h) | Jean-Julien Rojer | Rohan Bopanna Florin Mergea | 6–4, 6–3 |

## Zápasy o medaile na Letních olympijských hrách

### Mužská čtyřhra: 1 (1–0)
| Medaile | Č. | Datum          | Turnaj                         | Povrch | Spoluhráč     | Soupeři ve finále       | Výsledek      |
| ------- | -- | -------------- | ------------------------------ | ------ | ------------- | ----------------------- | ------------- |
| Stříbro | 1. | 12. srpna 2016 | LOH – Rio de Janeiro, Brazílie | tvrdý  | Florin Mergea | Marc López Rafael Nadal | 2–6, 6–3, 4–6 |

## Finále na okruhu ATP Tour
| Legenda                       |
| D – dvouhra; Č – čtyřhra      |
| Grand Slam (2–3 Č)            |
| Olympijské zlato (0–1 Č)      |
| Turnaj mistrů (1–0 Č)         |
| ATP Tour Masters 1000 (3–3 Č) |
| ATP Tour 500 (10–9 Č)         |
| ATP Tour 250 (22–8 Č)         |

### Čtyřhra: 62 (38–24)
| Stav      | č.  | datum              | turnaj                                    | povrch    | spoluhráč         | soupeři ve finále                     | výsledek                          |
| --------- | --- | ------------------ | ----------------------------------------- | --------- | ----------------- | ------------------------------------- | --------------------------------- |
| Finalista | 1.  | 17. ledna 2009     | Kitzbühel, Německo                        | antuka    | Andrei Pavel      | Marcelo Melo André Sá                 | 7–6(11–9), 2–6, [7–10]            |
| Finalista | 2.  | 13. července 2009  | Stuttgart, Německo                        | antuka    | Victor Hănescu    | František Čermák Michal Mertiňák      | 5–7, 4–6                          |
| Vítěz     | 1.  | 16. ledna 2010     | Auckland, Austrálie                       | tvrdý     | Marcus Daniell    | Marcelo Melo Bruno Soares             | 7–5, 6–4                          |
| Vítěz     | 2.  | 10. dubna 2010     | Casablanca, Maroko                        | antuka    | Robert Lindstedt  | Rohan Bopanna Ajsám Kúreší            | 6–2, 3–6, [10–7]                  |
| Vítěz     | 3.  | 19. června 2010    | 's-Hertogenbosch, Nizozemsko              | tráva     | Robert Lindstedt  | Lukáš Dlouhý Leander Paes             | 1–6, 7–5, [10–7]                  |
| Finalista | 3.  | 21. června 2010    | Wimbledon, Londýn, Spojené království     | tráva     | Robert Lindstedt  | Jürgen Melzer Philipp Petzschner      | 1–6, 5–7, 5–7                     |
| Vítěz     | 4.  | 18. července 2010  | Båstad, Švédsko                           | antuka    | Robert Lindstedt  | Andreas Seppi Simone Vagnozzi         | 6–4, 7–5                          |
| Vítěz     | 5.  | 28. srpna 2010     | New Haven, Spojené státy                  | tvrdý     | Robert Lindstedt  | Rohan Bopanna Ajsám Kúreší            | 6–4, 7–5                          |
| Finalista | 4.  | 9. ledna 2011      | Brisbane, Austrálie                       | tvrdý     | Robert Lindstedt  | Lukáš Dlouhý Paul Hanley              | 4–6, ret.                         |
| Vítěz     | 6.  | 6. února 2011      | Záhřeb, Chorvatsko                        | tvrdý (h) | Dick Norman       | Marcel Granollers Marc López          | 6–3, 6–4                          |
| Vítěz     | 7.  | 26. února 2011     | Acapulco, Mexiko                          | antuka    | Victor Hănescu    | Marcelo Melo Bruno Soares             | 6–1, 6–3                          |
| Vítěz     | 8.  | 9. dubna 2011      | Casablanca, Maroko (2)                    | antuka    | Robert Lindstedt  | Colin Fleming Igor Zelenay            | 6–2, 6–1                          |
| Finalista | 5.  | 18. června 2011    | 's-Hertogenbosch, Nizozemsko              | tráva     | Robert Lindstedt  | Daniele Bracciali František Čermák    | 3–6, 6–2, [8–10]                  |
| Finalista | 6.  | 2. července 2011   | Wimbledon, Londýn, Spojené království (2) | tráva     | Robert Lindstedt  | Bob Bryan Mike Bryan                  | 3–6, 4–6, 6–7(3–7)                |
| Vítěz     | 9.  | 17. července 2011  | Båstad, Švédsko (2)                       | antuka    | Robert Lindstedt  | Simon Aspelin Andreas Siljeström      | 6–3, 6–3                          |
| Finalista | 7.  | 7. srpna 2011      | Washington, D.C., Spojené státy           | tvrdý     | Robert Lindstedt  | Michaël Llodra Nenad Zimonjić         | 7–6(9–7), 6–7(8–10), [7–10]       |
| Finalista | 8.  | 9. října 2011      | Peking, ČLR                               | tvrdý     | Robert Lindstedt  | Michaël Llodra Nenad Zimonjić         | 6–7(2–7), 6–7(4–7)                |
| Finalista | 9.  | 19. února 2012     | Rotterdam, Nizozemsko                     | tvrdý (h) | Robert Lindstedt  | Michaël Llodra Nenad Zimonjić         | 6–4, 5–7, [14–16]                 |
| Vítěz     | 10. | 28. dubna 2012     | Bukurešť, Rumunsko                        | antuka    | Robert Lindstedt  | Jérémy Chardy Łukasz Kubot            | 7–6(7–2), 6–3                     |
| Finalista | 10. | 13. května 2012    | Madrid, Španělsko                         | antuka    | Robert Lindstedt  | Mariusz Fyrstenberg Marcin Matkowski  | 3–6, 4–6                          |
| Vítěz     | 11. | 23. června 2012    | 's-Hertogenbosch, Nizozemsko (2)          | tráva     | Robert Lindstedt  | Juan Sebastián Cabal Dmitrij Tursunov | 6–3, 7–6(7–1)                     |
| Finalista | 11. | 8. července 2012   | Wimbledon, Londýn, Spojené království (3) | tráva     | Robert Lindstedt  | Jonathan Marray Frederik Nielsen      | 6–4, 4–6, 6–7(5–7), 7–6(7–5), 3–6 |
| Vítěz     | 12. | 15. července 2012  | Båstad, Švédsko (3)                       | antuka    | Robert Lindstedt  | Alexander Peya Bruno Soares           | 6–3, 7–6(7–5)                     |
| Vítěz     | 13. | 19. srpna 2012     | Cincinnati, Spojené státy                 | tvrdý     | Robert Lindstedt  | Maheš Bhúpatí Rohan Bopanna           | 6–4, 6–4                          |
| Finalista | 12. | 12. ledna 2013     | Sydney, Austrálie                         | tvrdý     | Max Mirnyj        | Bob Bryan Mike Bryan                  | 4–6, 4–6                          |
| Finalista | 13. | 3. března 2013     | Delray Beach, Spojené státy               | tvrdý     | Max Mirnyj        | James Blake Jack Sock                 | 4–6, 4–6                          |
| Vítěz     | 14. | 28. dubna 2013     | Bukurešť, Rumunsko (2)                    | antuka    | Max Mirnyj        | Lukáš Dlouhý Oliver Marach            | 4–6, 6–4, [10–6]                  |
| Vítěz     | 15. | 22. června 2013    | 's-Hertogenbosch, Nizozemsko (3)          | tráva     | Max Mirnyj        | Andre Begemann Martin Emmrich         | 6–3, 7–6(7–4)                     |
| Vítěz     | 16. | 6. října 2013      | Peking, ČLR                               | tvrdý     | Max Mirnyj        | Fabio Fognini Andreas Seppi           | 6–4, 6–2                          |
| Vítěz     | 17. | 9. února 2014      | Záhřeb, Chorvatsko (2)                    | tvrdý (h) | Jean-Julien Rojer | Philipp Marx Michal Mertiňák          | 3–6, 6–4, [10–2]                  |
| Finalista | 14. | 16. února 2014     | Rotterdam, Nizozemsko                     | tvrdý (h) | Jean-Julien Rojer | Michaël Llodra Nicolas Mahut          | 2–6, 6–7(7–4)                     |
| Vítěz     | 18  | 12. dubna 2014     | Casablanca, Maroko (3)                    | antuka    | Jean-Julien Rojer | Tomasz Bednarek Lukáš Dlouhý          | 6–2, 6–2                          |
| Vítěz     | 19. | 27. dubna 2014     | Bukurešť, Rumunsko (3)                    | antuka    | Jean-Julien Rojer | Mariusz Fyrstenberg Marcin Matkowski  | 6–4, 6–4                          |
| Vítěz     | 20. | 22. června 2014    | 's-Hertogenbosch, Nizozemsko (4)          | tráva     | Jean-Julien Rojer | Scott Lipsky Santiago González        | 6–3, 7–6(7–3)                     |
| Vítěz     | 21. | 3. srpna 2014      | Washington, D.C., Spojené státy           | tvrdý     | Jean-Julien Rojer | Samuel Groth Leander Paes             | 7–5, 6–4                          |
| Vítěz     | 22. | 27. září 2014      | Šen-čen, ČLR                              | tvrdý     | Jean-Julien Rojer | Chris Guccione Samuel Groth           | 6–4, 7–6(7–4)                     |
| Vítěz     | 23. | 5. října 2014      | Peking, ČLR (2)                           | tvrdý     | Jean-Julien Rojer | Julien Benneteau Vasek Pospisil       | 6–7(6–8), 7–5, [10–5]             |
| Vítěz     | 24. | 26. října 2014     | Valencia, Španělsko                       | tvrdý (h) | Jean-Julien Rojer | Kevin Anderson Jérémy Chardy          | 6–4, 6–2                          |
| Finalista | 15. | 17. ledna 2015     | Sydney, Austrálie                         | tvrdý     | Jean-Julien Rojer | Rohan Bopanna Daniel Nestor           | 4–6, 6–7(5–7)                     |
| Vítěz     | 25. | 15. února 2015     | Rotterdam, Nizozemsko                     | tvrdý (h) | Jean-Julien Rojer | Jamie Murray John Peers               | 3–6, 6–3, [10–8]                  |
| Finalista | 16. | 23. května 2015    | Nice, Francie                             | antuka    | Jean-Julien Rojer | Mate Pavić Michael Venus              | 6–7(4–7), 6–2, [7–10]             |
| Vítěz     | 26. | 11. července 2015  | Wimbledon, Londýn, Spojené království     | tráva     | Jean-Julien Rojer | Jamie Murray John Peers               | 7–6(7–5), 6–4, 6–4                |
| Vítěz     | 27. | 16. listopadu 2015 | Londýn, Spojené království                | tvrdý (h) | Jean-Julien Rojer | Rohan Bopanna Florin Mergea           | 6–4, 6–3                          |
| Vítěz     | 28. | 24. dubna 2016     | Bukurešť, Rumunsko (4)                    | antuka    | Florin Mergea     | Chris Guccione André Sá               | 7–5, 6–4                          |
| Vítěz     | 29. | 8. května 2016     | Madrid, Španělsko                         | antuka    | Jean-Julien Rojer | Rohan Bopanna Florin Mergea           | 6–4, 7-6(7-5)                     |
| Finalista | 17. | 12. srpna 2016     | LOH 2016, Rio de Janeiro, Brazílie        | tvrdý     | Florin Mergea     | Marc López Rafael Nadal               | 2–6, 6–3, 4–6                     |
| Finalista | 18. | 21. srpna 2016     | Cincinnati, Spojené státy                 | tvrdý     | Jean-Julien Rojer | Ivan Dodig Marcelo Melo               | 6–7(5–7), 7–6(7–5), [6–10]        |
| Vítěz     | 30. | 4. března 2017     | Dubaj, Spojené arabské emiráty            | tvrdý     | Jean-Julien Rojer | Rohan Bopanna Marcin Matkowski        | 4–6, 6–3, [10–3]                  |
| Vítěz     | 31. | 27. května 2017    | Geneva, Švýcarsko                         | antuka    | Jean-Julien Rojer | Juan Sebastián Cabal Robert Farah     | 2–6, 7–6(11–9), [10–6]            |
| Vítěz     | 32. | 26. srpna 2017     | Winston-Salem, Spojené státy              | tvrdý     | Jean-Julien Rojer | Julio Peralta Horacio Zeballos        | 6–3, 6–4                          |
| Vítěz     | 33. | 8. září 2017       | US Open, New York, spojené státy          | tvrdý     | Jean-Julien Rojer | Feliciano López Marc López            | 6–4, 6–3                          |
| Vítěz     | 34. | březen 2018        | Dubaj, SAE (2)                            | tvrdý     | Jean-Julien Rojer | James Cerretani Leander Paes          | 6–2, 7–6(7–2)                     |
| Vítěz     | 35. | srpen 2018         | Winston-Salem, Spojené státy (2)          | tvrdý     | Jean-Julien Rojer | James Cerretani Leander Paes          | 6–4, 6–2                          |
| Finalista | 19. | listopad 2018      | Paříž, Francie                            | tvrdý (h) | Jean-Julien Rojer | Marcel Granollers Rajeev Ram          | 4–6, 4–6                          |
| Finalista | 20. | únor 2019          | Rotterdam, Nizozemsko                     | tvrdý (h) | Jean-Julien Rojer | Jérémy Chardy Henri Kontinen          | 6–7(5–7), 6–7(4–7)                |
| Vítěz     | 36. | květen 2019        | Madrid, Španělsko                         | antuka    | Jean-Julien Rojer | Diego Schwartzman Dominic Thiem       | 6–2, 6–3                          |
| Finalista | 21. | srpen 2019         | Washington, D.C., Spojené státy           | tvrdý     | Jean-Julien Rojer | Raven Klaasen Michael Venus           | 6–3, 3–6, [2–10]                  |
| Vítěz     | 37. | říjen 2019         | Basilej, Švýcarsko                        | tvrdý (h) | Jean-Julien Rojer | Taylor Fritz Reilly Opelka            | 7–5, 6–3                          |
| Finalista | 22. | březen 2021        | Rotterdam, Nizozemsko                     | tvrdý (h) | Kevin Krawietz    | Nikola Mektić Mate Pavić              | 6–7(7–9), 2–6                     |
| Finalista | 23. | 25. dubna 2021     | Barcelona, Španělsko                      | antuka    | Kevin Krawietz    | Juan Sebastián Cabal Robert Farah     | 4–6, 2–6                          |
| Vítěz     | 38. | 20. června 2021    | Halle, Německo                            | tráva     | Kevin Krawietz    | Félix Auger-Aliassime Hubert Hurkacz  | 7–6(7–4), 6–4                     |
| Finalista | 24. | 18. července 2021  | Hamburk, Německo                          | antuka    | Kevin Krawietz    | Tim Pütz Michael Venus                | 3–6, 7–6(7–3), [8–10]             |

## Postavení na konečném žebříčku ATP

### Dvouhra
| Rok    | 2002  | 2003   | 2004   | 2005   | 2006   | 2007   | 2008    | 2009 |
| Pořadí | 1345. | ▲ 953. | ▲ 385. | ▼ 447. | ▲ 390. | ▼ 513. | ▼ 1154. | ▼ —  |

### Čtyřhra
| Rok    | 2002  | 2003   | 2004   | 2005   | 2006   | 2007   | 2008  | 2009  | 2010  | 2011  | 2012 | 2013  | 2014  | 2015 | 2016  | 2017 | 2018  | 2019  | 2020  |
| Pořadí | 1536. | ▲ 492. | ▲ 242. | ▼ 439. | ▲ 283. | ▲ 158. | ▲ 88. | ▲ 46. | ▲ 19. | ▲ 12. | ▲ 9. | ▼ 23. | ▲ 16. | ▲ 2. | ▼ 19. | ▲ 8. | ▼ 27. | ▲ 19. | ▼ 22. |